# Verificación
En el sentido más general, la verificación es la comprobación de algo. Este término se utiliza especialmente en las ciencias, ingeniería, derecho y computación.

## Verificación, falsabilidad y método científico
Desde el siglo XX, la verificación en el contexto científico tiene un significado específico: la comprobación absoluta de una teoría. Aunque la reproducibilidad de un experimento o investigación científica es un paso necesario para probar una teoría, e incluso si numerosas observaciones comprueban una hipótesis, esto no asegura que se ha obtenido una verificación absoluta de la teoría. 
Por ejemplo:
- Se podría formular la teoría: "soy inmortal". El paso siguiente para verificar la teoría se puede hacer probando la hipótesis: "si soy inmortal, me despertaré al día siguiente". Cada día al despertarse, el experimentador incauto estará más seguro de ser inmortal.[1] Si alcanzase los 100 años, el experimentador habría verificado muchísimas veces la teoría inicial, pero nótese que nunca lo ha hecho de forma absoluta: el día en que el experimentador inevitablemente muera, obtendrá una observación que contradice su teoría.[2]

- Los indígenas que bailan sin parar la danza de la lluvia para atraerla. Ya que no paran hasta que llueva, siempre acaban verificando que da resultado.[3]

Por eso, algunos filósofos de la ciencia como Karl Popper han creído que el criterio de demarcación entre lo que es ciencia o no no debe ser la verificación sino la falsabilidad, es decir, la posibilidad siempre abierta de descubrir que una hipótesis o teoría es falsa, dada una observación - al menos imaginable - que la contradiga.[cita requerida]